# Галерия Валерия
Галерия Валерия (на латински: Galeria Valeria) е дъщеря на римския император Диоклециан и съпруга на неговия съимператор Галерий.

## Биография
Родена с името Валерия като дете на Диоклециан и Приска, тя се омъжва за Галерий през 293, когато нейният баща го избира за съимператор. Този брак, несъмнено организиран, за да скрепи връзката между двамата императори, принуждава Галерий да се разведе с първата си съпруга, Валерия Максимила.
Галерия изпитва симпатия към християните, докато Галерий ги преследва.
На Галерия е дадена титла августа и Mater Castrorum през ноември 308. Тъй като тя не ражда никакви деца на Галерий, Галерия осиновява нелегитимния син на своя съпруг, Кандидиан, като свой.
Когато Галерий умира през 311, император става Лициний, на когото са поверени и грижите за Валерия и нейната майка Приска. Двете жени обаче бягат от Лициний при Максимин Дая, чиято дъщеря е сгодена за Кандидиан. След кратко време Валерия отказва предложението за брак на Максимин, който я арестува и я изпраща в затвор в Сирия, конфискувайки нейното имущество. След смъртта на Максимин Лициний издава смъртна присъда за Валерия, която бяга, криейки се в продължение на година, докато не бива открита в Солун; тя е заловена от тълпата, обезглавена е на централния площад на града, а тялото ѝ е хвърлено в морето. Провъгласена е за светица заедно с майка си от църквата.